# Allstar Weekend
Allstar Weekend var ett amerikanskt pop- och rock-band som blivit kända genom Disney Channel. Bandet bestod av tre killar från Poway i San Diego, Kalifornien. Dessa var sångaren Zachary Porter, basisten Cameron Quiseng och trummisen Michael Martinez. Den tidigare medlemmen Nathan Darmody lämnade bandet den 16 september 2011.
Bandets första EP, Suddenly, släpptes 22 juni 2010 i USA och hamnade på plats 62 på Billboardlistan 200. Deras debutskiva Suddenly Yours släpptes 19 oktober samma år. Deras andra skiva, All The Way, släpps den 27 september.
27 augusti släpptes deras senaste singel "Blame It On September" på iTunes. De har även spelat in en musikvideo till låten. Innan dess har de släppt bl.a. låtarna "Not Your Birthday" (ifrån filmen Prom), "Come Down With Love", "Dance Forever" och "A Different Side Of Me".

## Medlemmar
- Zachary "Zach" Porter – sång (2008–2013, 2020- present)
- Cameron Quiseng – basgitarr, bakgrundssång (2008–2013, 2020- present)
- Michael Martinez – trummor, percussion (2008–2013, 2020-present)
- Nathan Darmody – sologitarr, bakgrundssång (2008–2011, 2020- present)
- Thomas Norris – rytmgitarr, keyboard, bakgrundssång (2008–2009, 2020-present)

Turnerande medlemmar
- Ben Ross – keyboard, rytmgitarr, bakgrundssång (2009, 2020-present)
- Dillon Anderson – keyboard, rytmgitarr, bakgrundssång (2009–2013, 2020-present)
- Eric Nicolau – sologitarr, bakgrundssång (2011, 2020-present)
- Brent Schneiders – sologitarr, bakgrundssång (2011–2013, 2020-present)

## Diskografi
Studioalbum
- Suddenly Yours (2010)
- All the Way (2011)

EP
- Suddenly (2010)
- The American Dream (2012)
- Kevin's Place (2013)